# برو کنار
«برو کنار» (به انگلیسی: Slide Away) ترانه‌ای از خواننده آمریکایی، مایلی سایرس است. این ترانه به عنوان تک‌آهنگ در ۱۶ اوت ۲۰۱۹ از طریق آرسی‌ای رکوردز منتشر شد. این تک‌آهنگ توسط سایرس و آلما و تهیه‌کننده‌اش، اندرو وایات و مایک ویل مید آیت نوشته شده‌است. اشعار این ترانه دربارهٔ وخیم شدن یک رابطه بحث می‌کند و اغلب با جدایی سایرس از همسرش، لیام همسورث مقایسه شده‌است.
«برو کنار» به‌طور کلی نظرات مثبتی از منتقدین موسیقی دریافت کرد و به رتبه ۴۷ در ۱۰۰ آهنگ داغ بیلبورد رسید. موزیک ویدیوی این ترانه در ۶ سپتامبر ۲۰۱۹ منتشر شد.